# 쇼후쿠테이 츠루베
2대 쇼후쿠테이 츠루베(1951년 12월 23일 ~ )는 일본의 라쿠고가이자 희극 배우, 배우, 가수, 사회자, 라디오 DJ이다. 본명은 스루가 마나부(駿河 学)이다. 효고현 니시노미야시 출신이며, 사단법인 가미가타 라쿠고 협회의 부회장이다.

## 출연

### 드라마
- 2005년 《타이거 앤 드래곤》
- 2007년 《화려한 일족》

### 영화
- 1997년 《샤란Q의 엔카의 꽃길》
- 2003년 《13계단》
- 2008년 《가베》
- 2008년 《쿠로사기》
- 2008년 《나오코》
- 2008년 《동창회》
- 2008년 《나는 조개가 되고싶다》
- 2009년 《우리 의사 선생님》
- 2010년 《남동생》